# Rhombophryne

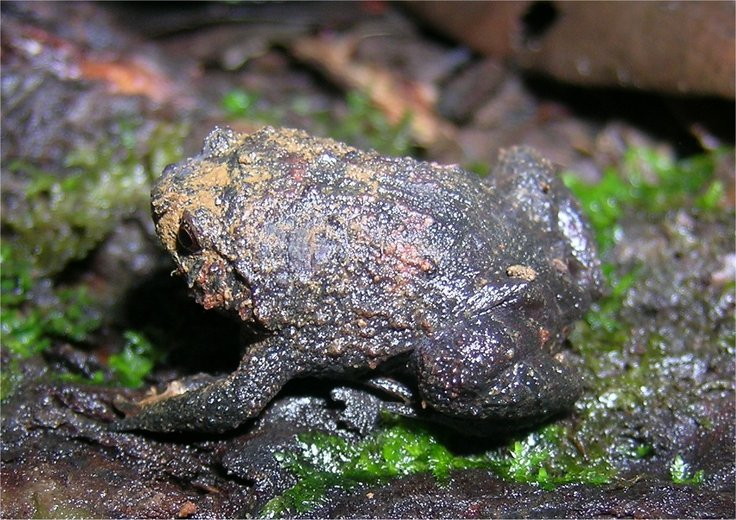
Rhombophryne coudreaui

Rhombophryne ist eine Gattung der Froschlurche aus der Unterfamilie der Madagaskar-Engmaulfrösche in der Familie der Engmaulfrösche.

## Beschreibung
Die Pupillen sind horizontal. Die Zunge ist groß, langgestreckt, ganzrandig und nur an den Seiten frei abhebbar. Auf ihrer Oberseite befindet sich eine Längsgrube. Gaumenzähne sind in einer ununterbrochenen, v-förmigen Querreihe hinter den Choanen vorhanden. Zwischen den Tuba eustachii befindet sich eine quere Hautfalte. Das Trommelfell ist nicht zu erkennen. An Fingern und Zehen ist keine Schwimmhaut vorhanden. Die Zehenspitzen sind schwach verbreitert. Die Coracoide sind stark verbreitert und etwas kaudad gerichtet. Die Praecoracoide sind äußerst schwach entwickelt. Das Omosternum fehlt. Das Sternum ist eine große Knorpelplatte. Die Querfortsätze des Sakralwirbels sind schwach verbreitert. Die knöchernen Endphalangen der Finger und Zehen sind einfach.

## Vorkommen
Die Gattung ist auf Madagaskar endemisch.

## Systematik und Taxonomie
Die Gattung Rhombophryne wurde im Jahr 1880 von Oskar Boettger erstmals beschrieben.
Molekulargenetische Arbeiten zur Systematik der Gattung Rhombophryne zeigten Probleme mit der Monophylie der Gruppe in Bezug auf die Gattung Stumpffia auf. Nach Untersuchungen von Peloso et al. hat die Referenzdatenbank „Amphibian Species of the World“ im zweiten Quartal 2015 Rhombophryne mit der früher als Schwestergruppe angesehenen Gattung die Gattung Stumpffia zusammengelegt. Stumpffia, im Jahr 1881 ebenfalls von Oskar Boettger beschriebenen, ist daher in dieser Online-Referenz nur noch ein Synonym zu der Gattung Rhombophryne.
Diese Daten wurden aber 2016 durch eine neue Analyse von Scherz und Anderen wieder in Zweifel gezogen. Die Autoren weisen auf Probleme der Datenanalyse der früheren Arbeit hin, für die sie, nach genetischer Überprüfung, Probleme bei der Identifikation und Zuschreibung von Artnamen zu einigen der genetischen Proben verantwortlich machen. Diesen Ergebnissen zufolge ist eine Zusammenlegung der Gattungen nicht unbedingt gerechtfertigt. Probleme mit Stumpffia helenae, die sich morphologisch durch gut ausgebildete Haftscheiben an Finger- und Zehenspitzen von den anderen Arten der Gattung Stumpffia unterscheidet, wurden von den Wissenschaftlern gelöst, indem sie eine eigene Gattung für diese Art beschrieben, der sie den Namen Anilany gaben.
Im Jahr 2017 nahm die Gruppe um Peloso, Frost und Raxworthy Bezug auf die Arbeit von Scherz et al. aus dem Jahr 2016, die die Ergebnisse ihrer Studie von 2015 in Zweifel gezogen hatte. Sie kommt zu dem Schluss, dass auch neu hinzugefügte Daten der Gruppe um Scherz keine andere Sicht auf die in Madagaskar lebenden Engmaulfrösche zuließen als die von ihnen selbst 2015 vorgelegte Studie. Auch unter Hinzufügung der neuen Daten käme man zu keinen anderen Ergebnissen. Die Wissenschaftler um Peloso werfen der Gruppe um Scherz vor, Paraphylie in Kauf genommen und schwachen morphologischen und ökologischen Interpretationen den Vorzug vor den klassischen phylogenetischen Methoden gegeben zu haben.

## Arten
Vor der Zusammenlegung mit der Gattung Stumpffia in manchen Systematiken umfasste die Gattung Rhombophryne 11 Arten. Nachdem Stumpffia wieder als eigene Gattung anerkannt worden war, wurden auch zur Gattung Rhombophryne neue Arten hinzugefügt. Es werden nun 20 Arten zu dieser Gattung gezählt.
Stand: 11. August 2022:
- Rhombophryne botabota Scherz, Glaw, Vences, Andreone, and Crottini, 2016
- Rhombophryne coronata (Vences & Glaw, 2003)
- Rhombophryne coudreaui (Angel, 1938)
- Rhombophryne diadema Scherz, Hawlitschek, Andreone, Rakotoarison, Vences & Glaw, 2017
- Rhombophryne ellae Scherz, 2020
- Rhombophryne guentherpetersi (Guibé, 1973)
- Rhombophryne laevipes (Mocquard, 1895)
- Rhombophryne longicrus Scherz, Rakotoarison, Hawitschk, Vences & Glaw, 2015
- Rhombophryne mangabensis Glaw, Köhler & Vences, 2010
- Rhombophryne matavy D’Cruze, Köhler, Vences & Glaw, 2010
- Rhombophryne minuta (Guibé, 1975)
- Rhombophryne nilevina Lambert, Hutter & Scherz, 2017
- Rhombophryne ornata Scherz, Ruthensteiner, Vieites, Vences & Glaw, 2015
- Rhombophryne proportionalis Scherz, Hutter, Rakotoarison, Riemann, Rödel, Ndriantsoa, Glos, Roberts, Crottini, Vences & Glaw, 2019
- Rhombophryne regalis Scherz, Hawlitschek, Andreone, Rakotoarison, Vences & Glaw, 2017
- Rhombophryne savaka Scherz, Glaw, Vences, Andreone & Crottini, 2016
- Rhombophryne serratopalpebrosa (Guibé, 1975)
- Rhombophryne tany Scherz, Ruthensteiner, Vieites, Vences & Glaw, 2015
- Rhombophryne testudo Boettger, 1880
- Rhombophryne vaventy Scherz, Ruthensteiner, Vences & Glaw, 2014

Stand: 16. Oktober 2015:
- Rhombophryne coronata (Vences & Glaw, 2003)
- Rhombophryne coudreaui (Angel, 1938)
- Rhombophryne guentherpetersi (Guibé, 1974)
- Rhombophryne laevipes (Mocquard, 1895)
- Rhombophryne mangabensis Glaw, Köhler & Vences, 2010
- Rhombophryne minuta (Guibé, 1975)
- Rhombophryne serratopalpebrosa (Guibé, 1975)
- Rhombophryne testudo Boettger, 1880
- Rhombophryne vaventy Scherz, Ruthensteiner, Vences & Glaw, 2014[8]
- Rhombophryne matavy D’Cruze, Köhler, Vences & Glaw, 2010 wurde 2015 in die Gattung Plethodontohyla gestellt und hieße damit Plethodontohyla matavy.[4] Nach den Ergebnissen von Mark D. Scherz und Kollegen beruht diese Zuordnung allerdings auf falsch bestimmten Referenzindividuen.[5] Wie schon in der Erstbeschreibung, anhand morphologischer Merkmale vermutet,[9] scheint die Art auch nach genetischen Daten tatsächlich die Schwesterart von Rhombophryne testudo, der Typusart der Gattung Rhombophryne zu sein.

- Rhombophryne alluaudi (Mocquard, 1901) befindet sich nach einer Revision von 2018 unter dem Namen Plethodontohyla alluaudi in der Gattung Plethodontohyla.[10]

Stand: 5. April 2019:
Schon im Jahr 2015 erhöhte sich die Artenzahl um drei weitere Arten:
- Rhombophryne longicrus Scherz, Rakotoarison, Hawlitschek, Vences & Glaw, 2015[11]
- Rhombophryne ornata Scherz, Ruthensteiner, Vieites, Vences & Glaw, 2015[12]
- Rhombophryne tany Scherz, Ruthensteiner, Vieites, Vences & Glaw, 2015[12]

Im Jahr 2016 wurden folgende Arten erstbeschrieben:
- Rhombophryne savaka Scherz, Glaw, Vences, Andreone & Crottini, 2016[13]
- Rhombophryne botabota Scherz, Glaw, Vences, Andreone & Crottini, 2016[13]

Im Jahr 2017 kamen drei weitere Arten hinzu:
- Rhombophryne nilevina Lambert, Hutter & Scherz, 2017
- Rhombophryne regalis Scherz, Hawlitschek, Andreone, Rakotoarison, Vences & Glaw, 2017[14]
- Rhombophryne diadema Scherz, Hawlitschek, Andreone, Rakotoarison, Vences & Glaw, 2017[14]

Neu im Jahr 2019:
- Rhombophryne proportinalis Scherz, Hutter, Rakotoarison, Riemann, Rödel, Ndriantsoa, Glos, Roberts, Crottini, Vences & Glaw, 2019[15]

Dadurch umfasst die Gesamtliste der Gattung Rhombophryne ohne Plethodontohyla alluaudi und ohne die 16 ursprünglichen Stumpffia-Arten und Anilany helenae als Typusart einer eigenen Gattung sowie ohne die 26 im Jahr 2017 beschriebenen Stumpffia-Arten derzeit 19 Arten.